# سيباستيان شميت (متسابق على الجليد بمزلاجة)
سيباستيان شميت (بالألمانية: Sebastian Schmidt)‏ هو متسابق على الجليد بمزلاجة ألماني، ولد في 1 فبراير 1978 في باوتسن في ألمانيا.